# Чемпионат мира по стрельбе из лука 1933
3-й чемпионат мира по стрельбе из лука 1933 года проводился в Лондоне (Англия) в августе и был организован Всемирной федерацией стрельбы из лука (FITA). Это был первый чемпионат мира по стрельбе из лука, на котором мужчины и женщины соревновались отдельно.

## Призёры

### Классический лук
| Дисциплина                     | Золото                    | Серебро        | Бронза            |
| Мужчины. Индивидуальный турнир | Дональд Маккензи          | Эмиль Хейлброн | Жорж Де Ронс      |
| Женщины. Индивидуальный турнир | Янина Курковская-Спыхаева | Луиза Сендфорд | Мария Трайдосовна |
| Мужчины. Командный турнир      | Бельгия                   | Великобритания | Франция           |
| Женщины. Командный турнир      | Польша                    | Великобритания | -                 |

## Медальный зачёт
| Место | Страна         | Золото | Серебро | Бронза | Всего |
| ----- | -------------- | ------ | ------- | ------ | ----- |
| 1     | Польша         | 2      | -       | 1      | 3     |
| 2     | Бельгия        | 1      | -       | 1      | 2     |
| 3     | США            | 1      | -       | -      | 1     |
| 4     | Великобритания | -      | 3       | -      | 3     |
| 5     | Швеция         | -      | 1       | -      | 1     |
| 6     | Франция        | -      | -       | 1      | 1     |